# Aerophilus
Aerophilus es un género de avispas parasitoides de la familia Braconidae. Son miembros de la subfamilia Agathidinae, endoparasitoides de orugas. La mayoría son especialistas en una o unas pocas especies.
Algunas especies se usan como controles biológicos, con éxito muy limitado.
Aerophilus tiene distribución mundial. Se han descrito 35 especies en Norte América y Canadá